# Justicia cooleyi
Justicia cooleyi är en akantusväxtart som beskrevs av Monachino och Leonard. Justicia cooleyi ingår i släktet Justicia och familjen akantusväxter. Inga underarter finns listade i Catalogue of Life.